# Veyhaj
Veyhaj (persiska: ويهج, ويهِج, ويهَج) är en ort i Iran.   Den ligger i provinsen Kurdistan, i den nordvästra delen av landet, 300 km väster om huvudstaden Teheran. Veyhaj ligger 2 037 meter över havet och antalet invånare är 757.
Terrängen runt Veyhaj är kuperad åt sydväst, men åt nordost är den platt. Runt Veyhaj är det ganska tätbefolkat, med 58 invånare per kvadratkilometer. Närmaste större samhälle är Qorveh, 6,7 km nordost om Veyhaj. Trakten runt Veyhaj består i huvudsak av gräsmarker.